# Hanunó'o

Beispiel der Hanunó'o-Schrift

Die Hanunó'o-Schrift, auch Mangyan genannt, ist eines der ursprünglichen, nicht durch Kolonialmächte eingeführten Schriftsysteme der heutigen Philippinen und mit dem Baybayin verwandt.
Wie ihr Mutterschriftsystem handelt es sich hierbei um eine sogenannte Abugidaschrift, eine spezielle Art der Silbenschrift. Doch anders als Baybayin spielt Hanunó'o zumindest im Leben des Hanunó'o-Volkes, einer indigenen philippinischen Minderheit, noch eine aktive Rolle als primäres Schriftsystem. In der Regel werden damit verfasste Dokumente in handliche Bambusrohre geritzt.

## Aufbau und Gebrauch
Das Schriftsystem besteht aus drei Vokalen und dreizehn Grundzeichen. Letztere bestehen je aus einem Konsonanten, dem stets ein Vokal folgt.
| Die Grundzeichen des Hanunó'o auf Latein dargestellt | Aa | Ee/Ii | Oo/Uu | Ba | Ka | Da | Ga | Ha | La | Ma | Na | Nga      | Pa | Ra | Sa | Ta | Wa | Ya |  |
| ---------------------------------------------------- | -- | ----- | ----- | -- | -- | -- | -- | -- | -- | -- | -- | -------- | -- | -- | -- | -- | -- | -- |  |
| Aussprache                                           | Aa | Ee/Ii | Oo/Uu | Ba | Ka | Da | Ga | Ha | La | Ma | Na | Nga/Nang | Pa | Ra | Sa | Ta | Wa | Ya |  |

Ein Grundzeichen wird modifiziert, indem man einen Umlaut (Tagalog Kudlit) in Form eines Strichs entweder über einem oder rechts unten an einem Grundzeichen anbringt.
Bei Silben, die nach den Maßstäben der lateinischen Schrift auf einen Konsonanten enden, wird der letzte Konsonant der Silbe in der Schrift nicht bezeichnet. So schreibt man anstelle von Maynilad Manila. Das korrekte Lesen der Schrift verlangt dementsprechend ein recht hohes Maß an linguistischem Können der Sprache.
Neben den oben bereits gezeigten Zeichen für Ra, Re/Ri, Ro/Ru als auch Wo/Wu, gibt es eine alternative Schreibweise für diese Laute.

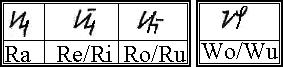
Alternative Schriftweise für die Zeichen, Ra, Re/Ri, Ro/Ru und Wu

## Hanunó'o im Unicode
Im Unicode belegen die Hanunó'o-Zeichen die Plätze U+1720 bis U+173F.
- Hanunoo in Unicode (Bereich 1720-173F) (PDF; 60 kB)